# Pyramica reticeps
Pyramica reticeps är en myrart som först beskrevs av Kempf 1969.  Pyramica reticeps ingår i släktet Pyramica och familjen myror. Inga underarter finns listade i Catalogue of Life.